# Farallón Caballo
El farallón Caballo (en inglés: Horse Block) es un farallón en las islas Malvinas. Está al norte de isla San José, ubicada al oeste del archipiélago.
Los farallones son particularmente comunes a lo largo del oeste de las Malvinas, debido al oleaje de las mareas, y la erosión, el maltrato acción de la corriente de las Malvinas.